# Aumetz
Aumetz este o comună franceză situată în departamentul Moselle, în regiunea Grand Est.
Municipalitatea a fost cunoscută mai ales pentru mina sa de extracție a minereului de fier, care a funcționat din 1900 până în 1983.

## Geografie
Aumetz se află la extremitatea estică a platoului Pays-Haut, la o altitudine cuprinsă între 350 și peste 400 de metri. De câțiva ani, comuna a căpătat o anumită importanță datorită apropierii de Luxemburg, situat la 10 km distanță. Astfel, începând din anii 1990, un flux masiv de lucrători transfrontalieri trece zilnic prin Aumetz.

### Comune limitrofe
| Crusnes (Meurthe-et-Moselle)    | Audun-le-Tiche | Ottange       |
| Errouville (Meurthe-et-Moselle) |                | Rochonvillers |
| Beuvillers (Meurthe-et-Moselle) | Boulange       | Tressange     |

### Devierea Aumetz
Devierea Aumetz (de tip 2 × 1 benzi de mare gabarit) a fost deschisă circulației la sfârșitul anului 2005. Aceasta pornește din vest, ca prelungire a drumului D 906, pentru a se conecta la D 16 spre Audun-le-Tiche și Luxemburg. Un sens giratoriu a fost construit între Crusnes și Aumetz, pe drumul D 952.
Deși la prima vedere părea o soluție eficientă, principalul obiectiv al devierii era de a fluidiza traficul în traversarea localității Aumetz, pe tronsonul D 906-D 16, utilizat în mare parte de miile de lucrători transfrontalieri care se deplasează zilnic spre Luxemburg. Totuși, crearea unei legături rutiere între autostrăzile A30 (Franța) și A4 (Luxemburg) ar face această deviere inutilă.

### Rețeaua hidrografică
Comuna este situată în bazinul hidrografic al Meusei și în cel al Rinului, făcând parte din bazinul Rin-Meuse. Este drenată de pârâul Kaelbach.

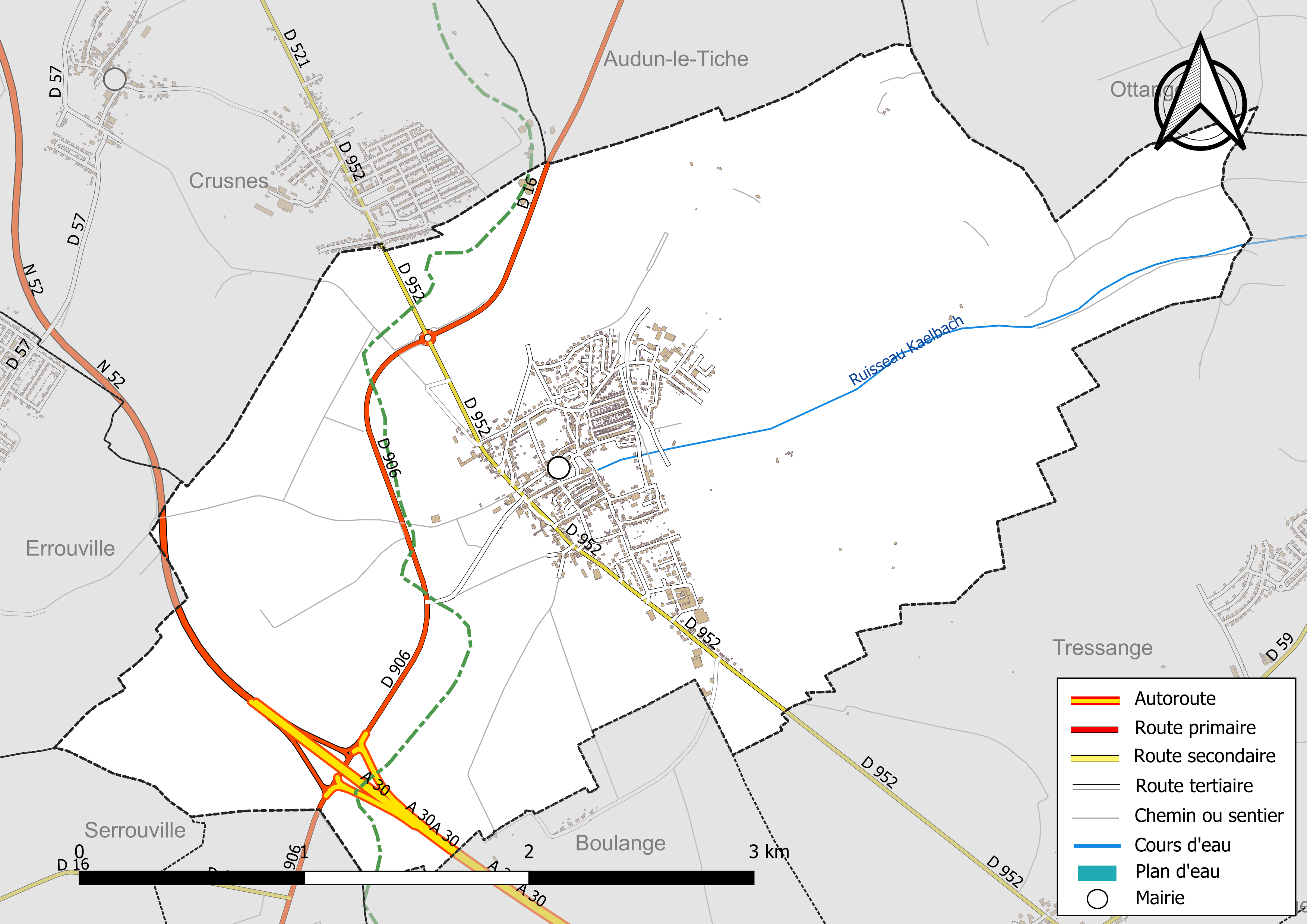
Rețelele hidrografică și rutieră din Aumetz.

### Climă
În 2010, clima comunei era de tip montan, conform unui studiu al CNRS, bazat pe o serie de date aferente perioadei 1971-2000. În 2020, Météo-France a publicat o tipologie a climatului din Franța metropolitană, în care comuna este clasificată cu un climat semi-continental și se află în regiunea climatică Lorena, platoul Langres, Morvan, caracterizată printr-o iarnă aspră (1,5 °C), vânturi moderate și ceață frecventă în toamnă și iarnă.
Pentru perioada 1971-2000, temperatura medie anuală este de 8,9 °C, cu o amplitudine termică anuală de 16,4 °C. Cantitatea medie anuală de precipitații este de 900 mm, cu 13 zile de precipitații în ianuarie și 9,3 zile în iulie. Pentru perioada 1991-2020, temperatura medie anuală observată la stația meteorologică cea mai apropiată, situată în comuna Amnéville la 23 km distanță în linie dreaptă, este de 10,2 °C, iar cantitatea medie anuală de precipitații este de 884,1 mm.
Pentru viitor, parametrii climatici estimati pentru comună, pentru anul 2050, conform diferitelor scenarii de emisii de gaze cu efect de seră, pot fi consultati pe un site dedicat publicat de Météo-France în noiembrie 2022.

## Urbanism

### Tipologie
La 1 ianuarie 2024, Aumetz este clasificată drept târg rural, conform noii grile comunale de densitate cu șapte niveluri, definită de INSEE (Institutul Național de Statistică și Studii Economice) în 2022. Comuna aparține unității urbane Aumetz, o unitate urbană monocomenală care constituie un oraș izolat. De asemenea, Aumetz face parte din zona metropolitană a Luxemburgului (partea franceză), fiind o comună din coroana acesteia. Această zonă, care cuprinde 115 comune, este clasificată în categoriile de 700 000 de locuitori sau mai mult (exceptând Parisul).

### Utilizarea terenului
Utilizarea terenurilor în comună, conform bazei de date europene privind ocuparea biogeofizică a solurilor Corine Land Cover (CLC), este caracterizată de predominanța terenurilor agricole (82,2 % în 2018), o proporție aproape echivalentă cu cea din 1990 (82,4 %). Distribuția detaliată în 2018 este următoarea: terenuri arabile (82,1 %), păduri (9 %), zone urbanizate (8,8 %), pășuni (0,1 %). Evoluția ocupării terenurilor în comună și a infrastructurilor sale poate fi observată pe diferitele reprezentări cartografice ale teritoriului: harta Cassini (secolul XVIII), harta de stat-major (1820-1866) și hărțile sau fotografiile aeriene ale IGN pentru perioada actuală (1950 până în prezent).

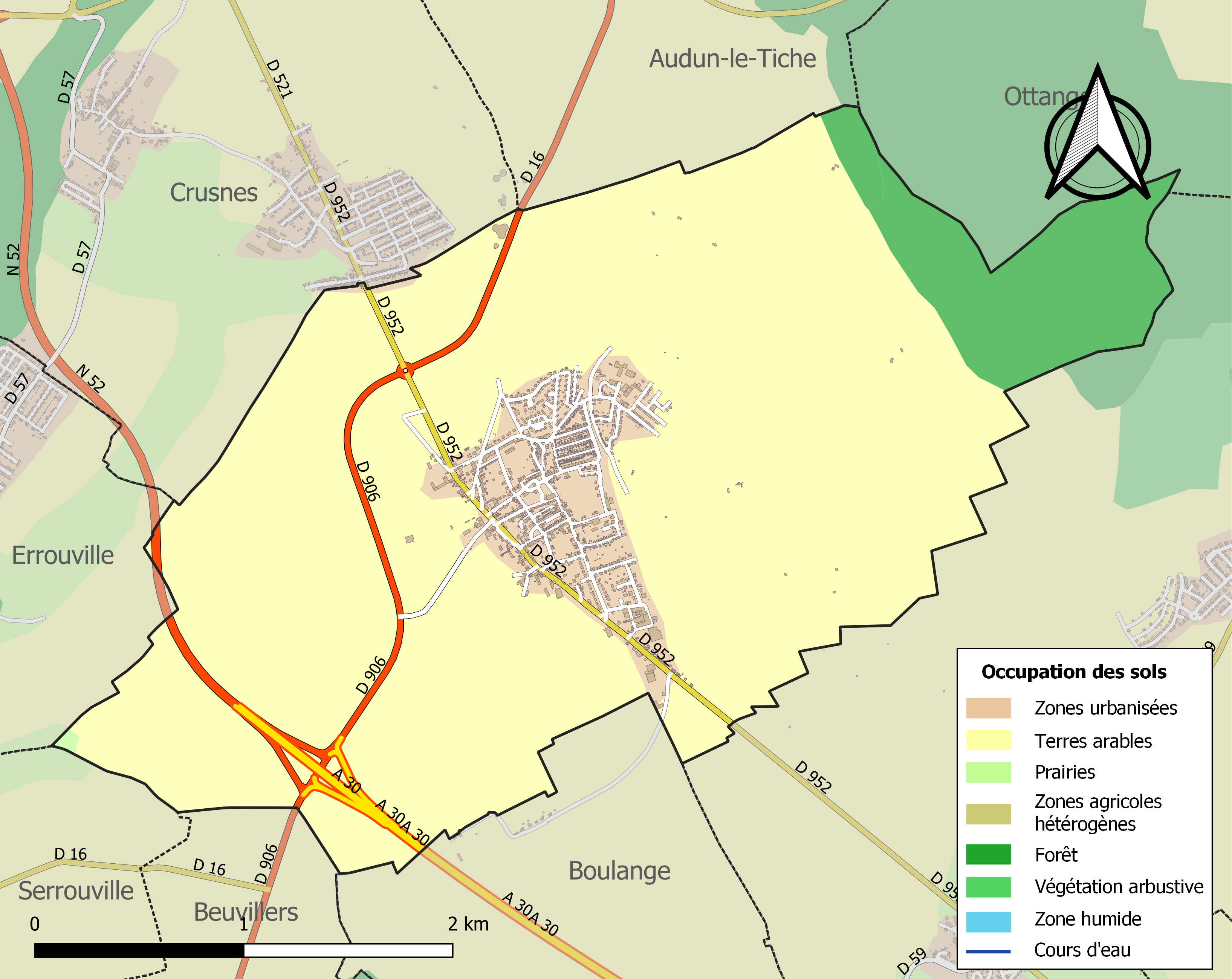
Harta infrastructurii și utilizării terenului a comunei în 2018 (CLC).

## Toponimie
Talmatio sau Tamaltio (636) ; Almas, Almaz și Aimas (933) ; Ames (secolul al X-lea) ; Amez (1212), Ametz (1265) ; Aulmetz și Ameiz (1275) ; Ameis (1396) ; Almaco (1570) ; Ometz și Hametz (1675).
Aalmet și Armet în dialectul loren.

## Istorie
A făcut parte din Ducatul de Bar, fiind o posesiune a abației Gorze. A fost parohie a arhiepiscopiei de Trier. În anul 1817, Aumetz era un sat din fosta provincie Lorraine-et-Barrois. La acea vreme, avea 634 de locuitori, distribuiți în 115 case.
În anul 1871, Adolphe Thiers dorea să ofere mai mult spațiu fortăreței din Belfort, care trebuia să rămână franceză. Germanii, conștienți de valoarea minieră considerabilă a subsolului, au acceptat această condiție, cu excepția faptului că au cerut în schimb anexarea unor comune prin deplasarea spre vest a frontierei stabilite inițial în preliminariile de pace semnate la Versailles pe 26 februarie 1871. Astfel, comunele Rédange, Thil, Villerupt, Aumetz, Boulange, Lommerange, Sainte-Marie-aux-Chênes și Vionville au devenit teritoriu german.
Cu toate acestea, Villerupt și Thil au rămas franceze datorită intervenției normandului Augustin Pouyer-Quertier, ministru de finanțe în guvernul Thiers. Comuna vecină, Crusnes, a rămas franceză datorită căpitanului Aimé Laussedat, responsabil cu delimitarea noii frontiere.
În cele din urmă, Aumetz a fost anexată la Imperiul German între 1871 și 1918. Această perioadă a fost una relativ prosperă pentru locuitorii săi, deoarece comuna, atașată arondismentului Thionville-Ouest, a beneficiat de deschiderea unui puț de extracție a minereului de fier, care a funcționat între 1900 și 1983. Denumit Bassompierre, acesta a angajat zilnic până la 800 de muncitori. Pe acest amplasament a fost ulterior înființat Écomusée des mines de fer de Lorraine.
Mina din Aumetz, creată pentru aprovizionarea diviziei din Knutange a Uzinei La Paix, se distinge prin exploatarea unei minete brune silicioase deosebit de bogate în fier, cu un conținut variind între 39 % și 41 % (după uscare). Această minetă, pe lângă faptul că este abundentă, prezintă avantajul de a forma blocuri solide și pure.
Exploatarea se face prin puțuri, ceea ce permite accesul la cele șase tipuri de minetă: silicioasă roșie, calcaroasă roșie, calcaroasă galbenă, calcaroasă gri, brună și neagră. Zăcământul are, în plus, o infiltrare relativ redusă a apei. Mina aprovizionează uzina printr-un teleferic cu benzi de 10,8 km, construit în jurul anului 1900, care era, probabil, cel mai lung din lume la acea vreme.
Când a izbucnit Primul Război Mondial, locuitorii Mosellei au luptat firesc pentru Imperiul German. Mulți tineri și-au pierdut viața pe câmpul de luptă sub uniforma germană, atât pe Frontul de Est, cât și pe cel de Vest, în special în Franța și în Flandra.
Deși supuși loiali ai împăratului, mosellenii au primit cu bucurie sfârșitul ostilităților și revenirea păcii. Aumetz a redevenit franceză în 1919, după Tratatul de la Versailles.
Al Doilea Război Mondial și drama anexării vor rămâne mult timp în memoria colectivă. Mulți tineri, înrolați cu forța în armata germană, nu s-au mai întors niciodată. Comuna nu a fost cruțată de bombardamentele aliate.
În 1940, instalațiile de suprafață ale minei Bassompierre au fost dinamitate de armata franceză, însă au fost reconstruite încă din 1941. Aumetz a fost eliberat de Regimentul 359 de Infanterie al Diviziei 90 de Infanterie a armatei americane și a redevenit francez la 13 septembrie 1944.

### Cantonul Aumetz
Cantonul Aumetz a existat între anii 1790 și 1801 și, începând cu anul III al Republicii (1794-1795), era format din următoarele comune: Aumetz, Audun-le-Roman, Audun-le-Tiche, Bassompierre (Boulange), Beuvillers, Boulange, Bure (Tressange), Crusnes, Errouville, Fontoy, Havange, Malavillers, Rédange, Russange, Serrouville, Thil, Tressange și Villerupt.

## Populația și societatea

### Date demografice
Evoluția numărului de locuitori este cunoscută prin recensămintele populației efectuate în comună începând din 1793. Pentru comunele cu mai puțin de 10 000 de locuitori, un recensământ al întregii populații este realizat la fiecare cinci ani, populațiile legale pentru anii intermediari fiind estimate prin interpolare sau extrapolare.
În 2022, comuna număra 2401 locuitori, în creștere cu +3,89 % față de 2016 (Moselle: +0,52 %, Franța fără Mayotte: +2,11 %).
| An        | 1793 | 1821 | 1841 | 1861 | 1875 | 1885 | 1900 | 1921 | 1936 | 1962 | 1982 | 2006 | 2014 | 2022 |
| --------- | ---- | ---- | ---- | ---- | ---- | ---- | ---- | ---- | ---- | ---- | ---- | ---- | ---- | ---- |
| Populație | 412  | 959  | 898  | 1128 | 904  | 804  | 1474 | 2029 | 2154 | 2722 | 2183 | 2207 | 2303 | 2401 |

## Cultură locală și patrimoniu

### Locuri și monumente

#### Edificii civile
- Vestigii galo-romane (bust de femeie).
- Turnul extractiv (chevalement) al fostei mine de fier, care se înalță ca un simbol al Aumetz-ului, păstrând vie amintirea unei epoci glorioase.
- Écomusée des mines de fer de Lorraine (deschis din mai până în octombrie).
- Aumetz este înconjurat de buncăre și cazemate aparținând liniei Maginot, cea mai importantă fiind fortificația de la Aumetz, aflată în ruină.
- Fosta mină de fier Bassompierre: turnul extractiv și clădirea utilajului de extracție sunt înscrise în lista monumentelor istorice prin ordinul din 4 aprilie 1995[24].

#### Edificii religioase
- Biserica Saint-Gorgon, construită după război, în 1950. Aceasta îmbină un stil modern cu un anumit clasicism. A fost ridicată pentru a înlocui fosta „catedrală a Pays-Haut”, distrusă în timpul celui de-Al Doilea Război Mondial. Aceasta din urmă era în stil neogotic (1879) și, la rândul său, înlocuise biserica Saint-Gorgon din 1763.
- Capela situată în cimitir.
- Templul protestant reformat, pe rue de la Fontaine, amenajat într-un fost bazin public din secolul al XIX-lea, astăzi dezafectat.